# Carl-Uwe Steeb
Carl-Uwe Steeb (ur. 1 września 1967 w Aalen) – niemiecki tenisista, reprezentant w Pucharze Davisa, olimpijczyk z Seulu (1988) i Barcelony (1992).

## Kariera tenisowa
Karierę zawodową Steeb rozpoczął w 1986 roku, a zakończył w 2001 roku. W grze pojedynczej wygrał 3 turnieje kategorii ATP World Tour i osiągnął 5 finałów.
W grze podwójnej Niemiec zwyciężył w 3 turniejach z cyklu ATP World Tour i awansował do 2 finałów.
W latach 1988–1993 Steeb reprezentował Niemcy w Pucharze Davisa, rozgrywając dwadzieścia meczów singlowych, z których dziesięć wygrał. W 1988, 1989 i 1993 roku był w składzie zespołu, który wywalczył końcowe trofeum (w 1993 roku nie wystąpił w finale, lecz w jednej z wcześniejszych rund).
Steeb 2 razy zagrał na igrzyskach olimpijskich, w Seulu (1988) i Barcelonie (1992). Podczas turnieju singlowego w Seulu dotarł do ćwierćfinału, natomiast w Barcelonie do 3 rundy. W stolicy Korei Południowej wystąpił w rywalizacji gry podwójnej, a partnerował mu Eric Jelen.
W rankingu gry pojedynczej Steeb najwyżej był na 14. miejscu (15 stycznia 1990), a w klasyfikacji gry podwójnej na 41. pozycji (15 maja 1989).

### Finały w turniejach ATP World Tour
| Nazwa                        |
| ---------------------------- |
| Wielki Szlem                 |
| Igrzyska olimpijskie         |
| ATP Tour World Championships |
| ATP Masters Series           |
| ATP Championship Series      |
| ATP World Series             |

#### Gra pojedyncza (3–5)
| Końcowy wynik | Nr | Data                 | Turniej  | Nawierzchnia    | Przeciwnik        | Wynik finału            |
| ------------- | -- | -------------------- | -------- | --------------- | ----------------- | ----------------------- |
| Zwycięzca     | 1. | 16 lipca 1989        | Gstaad   | Ceglana         | Magnus Gustafsson | 6:7, 3:6, 6:2, 6:4, 6:2 |
| Finalista     | 1. | 23 października 1989 | Tokio    | Dywanowa (hala) | Aaron Krickstein  | 2:6, 2:6                |
| Finalista     | 2. | 14 stycznia 1990     | Sydney   | Twarda          | Yannick Noah      | 7:5, 3:6, 4:6           |
| Finalista     | 3. | 18 lutego 1990       | Bruksela | Dywanowa (hala) | Boris Becker      | 5:7, 2:6, 2:6           |
| Zwycięzca     | 2. | 23 czerwca 1991      | Genua    | Ceglana         | Jordi Arrese      | 6:3, 6:4                |
| Finalista     | 4. | 15 listopada 1992    | Moskwa   | Dywanowa (hala) | Marc Rosset       | 2:6, 2:6                |
| Finalista     | 5. | 17 stycznia 1993     | Dżakarta | Twarda          | Michael Chang     | 6:2, 2:6, 1:6           |
| Zwycięzca     | 3. | 12 listopada 1995    | Moskwa   | Dywanowa (hala) | Daniel Vacek      | 7:6(5), 3:6, 7:6(6)     |

#### Gra podwójna (3–2)
| Końcowy wynik | Nr | Data                 | Turniej     | Nawierzchnia    | Partner       | Przeciwnicy                        | Wynik finału  |
| ------------- | -- | -------------------- | ----------- | --------------- | ------------- | ---------------------------------- | ------------- |
| Zwycięzca     | 1. | 10 października 1988 | Brisbane    | Twarda (hala)   | Eric Jelen    | Grant Connell Glenn Michibata      | 6:4, 6:1      |
| Zwycięzca     | 2. | 25 sierpnia 1991     | Long Island | Twarda          | Eric Jelen    | Doug Flach Diego Nargiso           | 0:6, 6:4, 7:6 |
| Zwycięzca     | 3. | 10 listopada 1991    | Moskwa      | Dywanowa (hala) | Eric Jelen    | Andriej Czerkasow Aleksandr Wołkow | 6:4, 7:6      |
| Finalista     | 1. | 11 maja 1992         | Hamburg     | Ceglana         | Michael Stich | Sergio Casal Emilio Sánchez        | 6:4, 7:6      |
| Finalista     | 2. | 2 maja 1993          | Monachium   | Ceglana         | Karel Nováček | Martin Damm Henrik Holm            | 0:6, 6:3, 5:7 |